# Marek Pakosta
Marek Pakosta (* 21. dubna 1969 Litomyšl) je český volejbalista a beachvolejbalista a od roku 2017 předseda Českého volejbalového svazu, místopředseda České unie sportu, člen VV Českého olympijského výboru, člen správní rady CEV a FIVB. Pakosta je účastník Letních olympijských her 1996 v Atlantě a mistr Evropy 1996, vítěz volejbalové Champions League CEV, dvojnásobný vítěz Poháru vítězů pohárů CEV a člen Volejbalové síně slávy Českého volejbalového svazu.
Během aktivní sportovní kariéry reprezentoval jak v šestkovém volejbale, tak beach volejbale.

## Život
Sportovní vlohy projevoval od dětství. Organizovaně začal sportovat za Lokomotivu Česká Třebová, kde ve věku od osmi do třinácti let běhal na lyžích. V té době již výškově převyšoval vrstevníky, a tak dostal nabídku hrát za Lokomotivu Česká Třebová volejbal. Jeho fyzické přednosti a talent uplatnil v týmu, který v roce 1985 získal titul přeborník ČSSR mladších dorostenců. Stejný titul získal o dva roky později s UP Olomouc, tentokrát v kategorii starších dorostenců. Následně přestoupil do VŠ Praha, kde hrál během studií na FTVS UK Praha. Po čtyřech letech následoval přestup do Aera Odolena Voda. S tímto špičkovým mužstvem se stal několika násobným mistrem České republiky a současně vítězem Českého poháru.
Současně s šestkovým volejbalem začal hrát beach volejbal. Nejdříve s Milanem Džavoronokem, který ho k tomuto sportu dovedl, následně s Michalem Palinkem. Právě s Michalem Palinkem se v roce 1996 stává mistrem Evropy a na letních Olympijských hrách v Atlantě uhrál skvělé 13. místo. V roce 1997 a 2000 získává v beach volejbalu s Milanem Džavoronokem titul mistr České republiky.
Dalších vynikajících výsledků dosahuje v zahraničí, konkrétně v šestkovém volejbale. Ve Francii se stává trojnásobným mistrem Francie a trojnásobným vítězem francouzského poháru. Největších úspěchů pak dosahuje v ceněných evropských pohárech, kde získal dvakrát Poháru vítězů pohárů CEV a dosáhl i prestižního vítězství v Champions League CEV s Paris Volley.
Po návratu do Čech, do svého domovského klubu Aero Odolena předává zkušenosti nové generaci a získává další dva tituly mistra České republiky (jednou z toho již za VK Kladno).

### Letní olympijské hry 1996 v Atlantě
Poprvé je na letní Olympijské hry v Atlantě zařazen nový sport – beach volejbal. Jako první v dějinách Českého volejbalu si postup na olympiádu vybojoval pár Marek Pakosta – Michal Palinek. Potřebné body získali na turnajích světové série FIVB. V konkurenci 24 nejlepších dvojic světa obsadili výborné 13. místo.

### Soukromý a pracovní život
Vystudoval Fakultu tělesné výchovy a sportu Univerzity Karlovy, v roce 1992 ukončil studia a získal titul Mgr. Je držitelem nejvyššího trenérského vzdělání a současně certifikovaným trenérem FIVB.
Po skončení aktivní kariéry hráče odešel v období 2007–2017 mimo sportovní oblast a uplatňuje se na manažerských pozicích v různých oborech: provozování sportovních zařízení, telekomunikace, reality, projektový management, správa majetku a nemovitostí. Je ženatý, manželka Simona a má dceru Emmu.

### Hráčské působení a úspěchy
Mladší dorostenci – kadeti
- 1985 – přeborník ČSSR, Lokomotiva Česká Třebová
- 1986 – vítěz Českého poháru, UP Olomouc

Starší dorostenci – junioři
- 1987 – přeborník ČSSR, UP Olomouc

Muži
- 1988 – přeborník ČSR, VŠ Praha
- 1993 – mistr České republiky, Aero Odolena Voda
  - vítěz Českého poháru, Aero Odolena Voda
- 1996 – mistr České republiky, Aero Odolena Voda
  - vítěz Českého poháru, Aero Odolena Voda
- 1998 – vítěz Francouzského poháru, AS Cannes
- 1999 – vítěz Poháru vítězů pohárů CEV, AS Cannes
- 2000 – mistr Francie, Paris Volley
  - vítěz Francouzského poháru, Paris Volley
  - vítěz Poháru vítězů pohárů CEV, Paris Volley
- 2001 – mistr Francie, Paris Volley
  - vítěz Francouzského poháru, Paris Volley
  - vítěz volejbalové Champions League CEV, Paris Volley
  - vítěz volejbalového Superpoháru CEV, Paris Volley
- 2002 – mistr Francie, Paris Volley
- 2004 – mistr České republiky, Aero Odolena Voda
  - vítěz Českého poháru, Aero Odolena Voda
- 2005 – mistr České republiky, VK Kladno

### Beachvolejbal
- 1994 – vítěz Fatra Cup s Tate Walthalem USA
- 1996 – mistr Evropy s Michalem Palinkem Pescara Itálie
- 1996 – 13. místo letní Olympijské hry Atlanta s Michalem Palinkem
- 1997 – mistr České republiky s Milanem Džavoronokem
- 2000 – mistr České republiky s Milanem Džavoronokem

### Hráčské působení
- 1983–1985 – Lokomotiva Česká Třebová
- 1985–1987 – UP Olomouc
- 1987–1992 – VŠ Praha
- 1992–1994 – USA (beach volejbal)
- 1994–1997 – Aero Odolena Voda
- 1997–1999 – Francie AS Cannes
- 1999–2002 – Francie Paris Volley
- 2002–2003 – Francie Arago Sete
- 2003–2004 – Aero Odolena Voda
- 2004–2006 – VK Kladno
- 2006–2007 – ČZU Praha

## Sportovní organizace
Český volejbalový svaz - předseda
Česká unie sportu - místopředseda
Český olympijský výbor - člen Výkonného výboru
Evropská volejbalová federace CEV - člen správní rady
Světová volejbalová federace FIVB - člen správní rady
Národní sportovní agentura - expert na sportovní infrastrukturu